# Laagenergetische elektrondiffractie

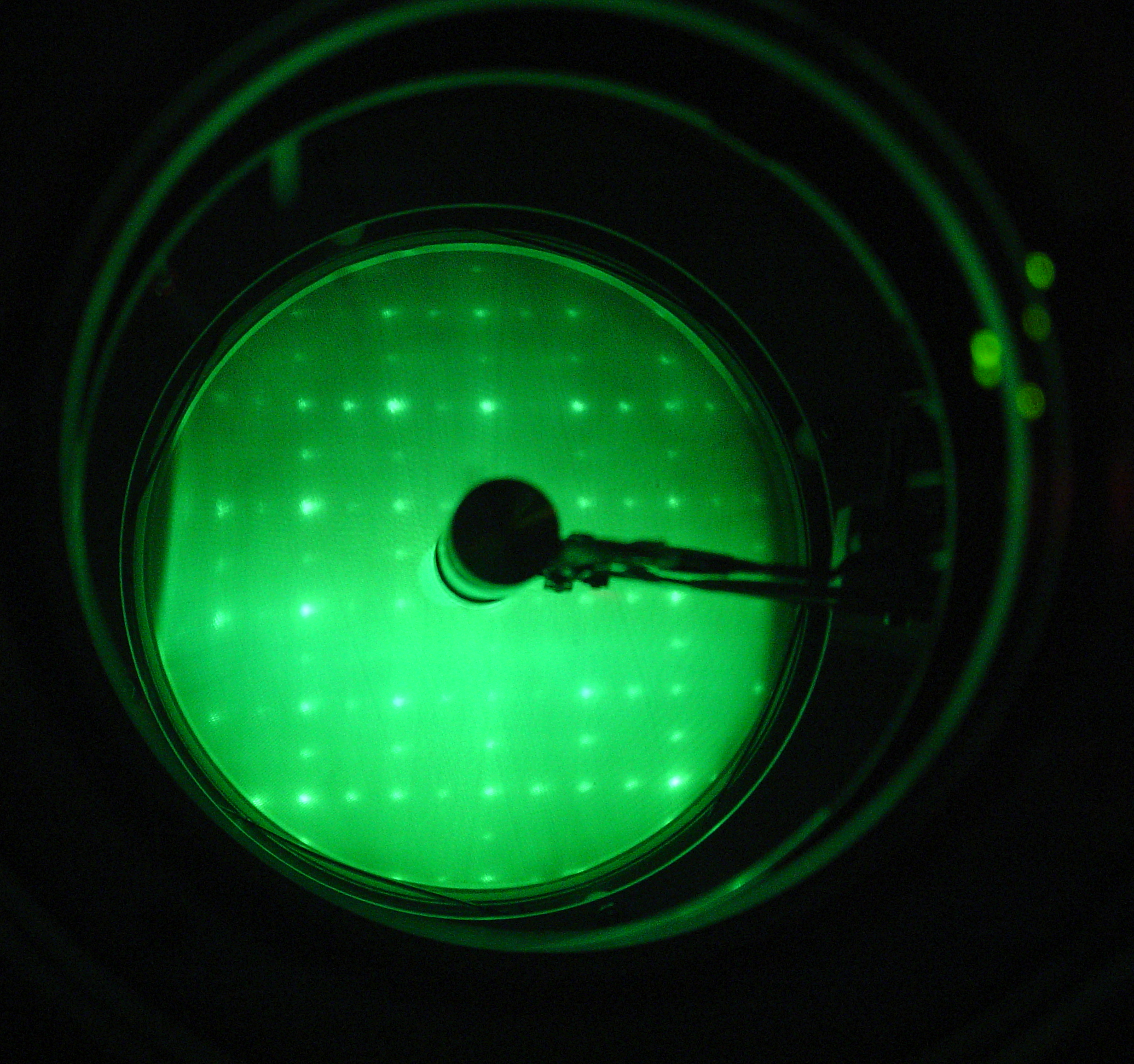
Foto 1: LEED patroon van een Silicium (100) oppervlak. Het onderliggende rooster is een vierkant rooster omdat het oppervlak een periodiciteit heeft van 2x1.

LEED of Laagenergetische elektrondiffractie (Engels: low-energy electron diffraction), is een fysische methode om de wijze van adsorptie van gasatomen aan de oppervlakte te bestuderen. Het berust op het principe van de interferentie van elektronengolven. De interferentie zorgt voor een duidelijk rooster op een scherm.
Bij LEED worden elektronengolven gebruikt met een golflengte van ongeveer 0,1 nm (1 ångström). Deze lengte komt overeen met de afstand tussen atomen in een kristalrooster. De gevoeligheid van de elektronen is gebaseerd op de geringe doordringing van de elektronen in het kristal. Die diepte is ongeveer 0,5 tot 1 nm. Om een oppervlak te onderzoeken met LEED moet er een ultrahoog vacuüm heersen (UHV) met een druk die minder is dan 10−8 Pascal. In deze omstandigheden blijft het monsteroppervlak lang genoeg vrij van wisselwerking met gasmoleculen in de atmosfeer van de apparatuur.

## Apparatuur
Vanuit een zeer heet filament worden elektronen uitgestraald en vervolgens door een anode in de richting van het monster versneld. Via een elektronisch lenzensysteem wordt de elektronenstraal gefocust. Nadat het monster de elektronen heeft verstrooid worden de elektronen door een elektrisch veld richting het fluorescentiescherm versneld. Op het scherm lichten de plaatsen op waar de elektronen het scherm treffen en het rooster wordt zichtbaar.

## Diffractierooster

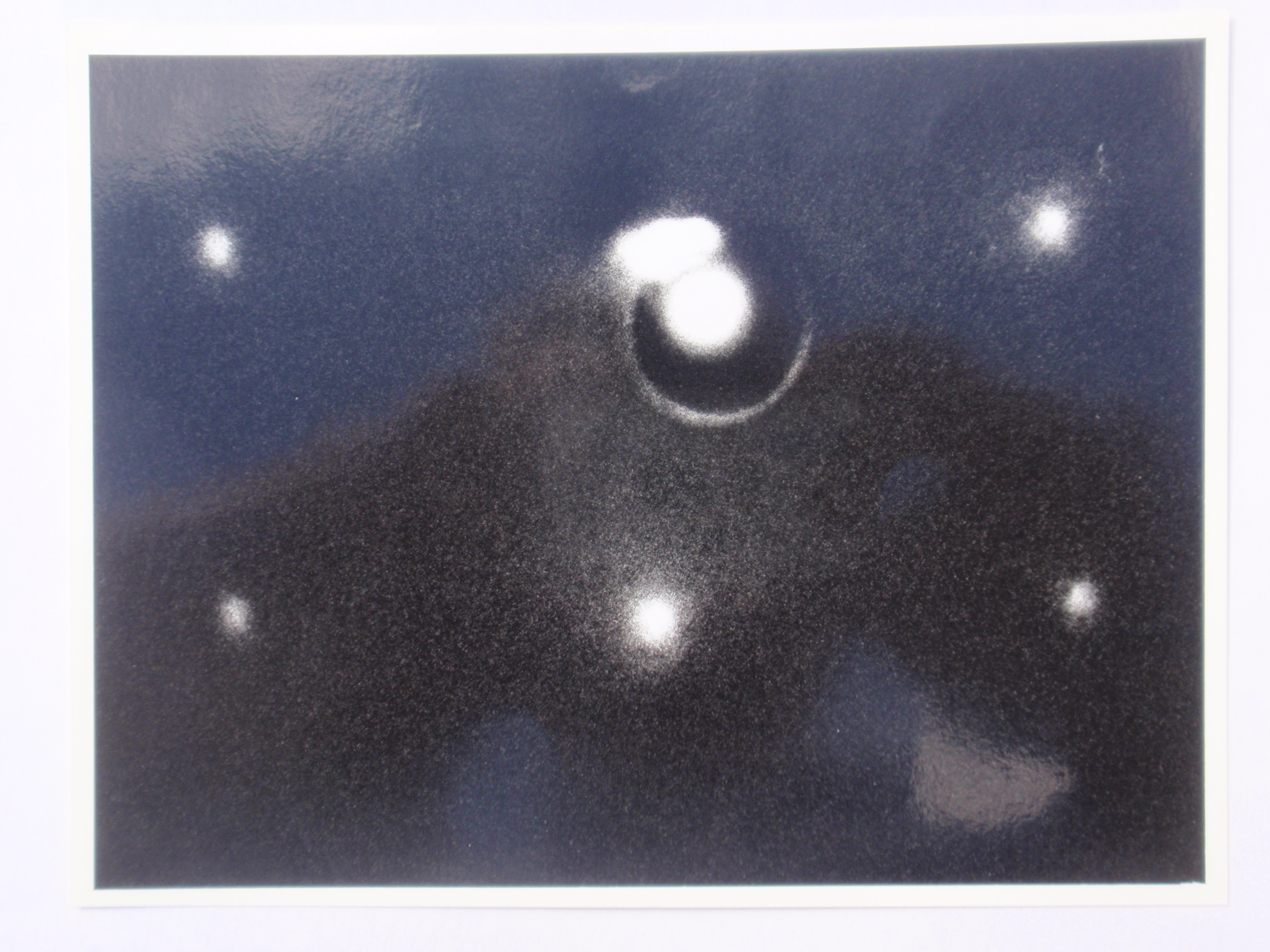
Foto 2: LEED-patroon van een schoon platina-rodium (100) (miller-index) oppervlakte van een eenkristal. De foto is genomen in hoog vacuüm; de elektronen hadden een energie van 85 eV.

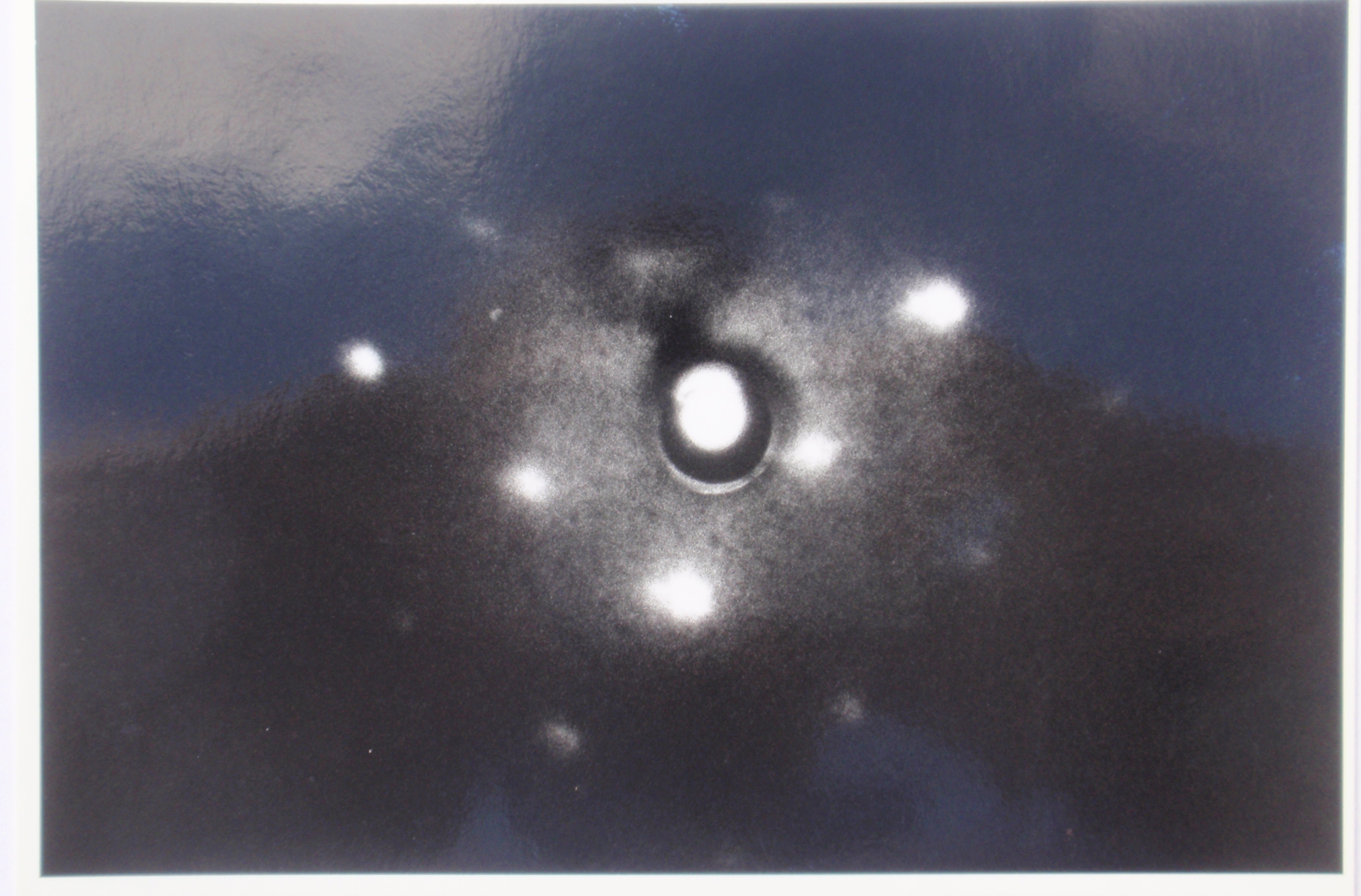
Foto 3: LEED-patroon van CO geadsorbeerd op een platina-rodium (100) (miller-index) oppervlakte van een eenkristal. De foto is genomen in hoog vacuüm; de elektronen hadden een energie van 94 eV.

Het LEED-rooster bestaat uit scherpe punten die symmetrisch geordend zijn (omdat men vanuit de richting van het elektronenkanon van achteren naar het scherm kijkt, is deze altijd in het centrum van het blikveld). Op basis van de symmetrie van het rooster kan men bepalen wat de symmetrie is van de geadsorbeerde gassen op het metaalrooster. Afhankelijk van de bereiding van de kristallen zijn verschillende rooster mogelijk, die alle een andere rangschikking van de atomen op het oppervlak weerspiegelen.
De bijgevoegde foto's geven een voorbeeld van LEED-diffractiepatronen. Opvallend is het verschil tussen foto 2 van een schoon platina/rodium-kristal en foto 3 van hetzelfde kristal waarop CO is geadsorbeerd. De diffractiepatronen zijn verschillend doordat het (100) kristaloppervlak in foto 2 schoon en onbedekt is terwijl het kristaloppervlak op foto 3 bedekt is met geadsorbeerd koolstofmonoxide (CO). Daarbij valt op dat het (100) rooster duidelijk te zien is op foto 2; het is een voorbeeld van een C(1X1)-structuur. Op foto 3 zijn extra diffractiepunten bijgekomen, veroorzaakt door het geadsorbeerd CO; het is een voorbeeld van een C(2X2)-structuur.
De diffractiepunten worden veroorzaakt door de versnelling van elastisch terug gekaatste elektronen op een halfrond fluorescerend scherm, een retarding field analyzer. In het midden ziet men de heldere punt veroorzaakt door het elektronenkanon.